# 法昆多·費雷拉
法昆多·費雷拉（西班牙語：Facundo Ferreyra；1991年3月14日—）是一位阿根廷足球運動員，場上司职前锋，現時效力於墨超球隊迪祖亞拿足球會。他出身於阿根廷足球甲級聯賽球隊班菲特。他曾效力於頓內次克礦工、紐卡素等球隊。

## 榮譽

### 球會
本菲卡
- 葡萄牙足球超级联赛冠軍：2018–19賽季[5]

## 外部連結
- Soccerway資料庫：法昆多·費雷拉